# Juan Rafael Mata Lafuente
Juan Rafael Mata Lafuente (Cartago, 21 de octubre de 1821-San José, 19 de noviembre de 1885) fue un político costarricense del siglo XIX.
Nació en Cartago, Costa Rica, y fue bautizado el 28 de octubre de 1821. Sus padres fueron Joaquín de la Mata y Brenes y María Joaquina de la Fuente y Alvarado. Casó con Rafaela Brenes Gómez. Se licenció en Leyes.
Fue magistrado suplente de la Corte Suprema de Justicia de Costa Rica, Juez de Hacienda de la República, miembro de las Asambleas Constituyentes de 1859 y 1870, miembro de la Cámara de Senadores de 1866 a 1868. Secretario de Relaciones Exteriores y carteras anexas del 8 al 31 de mayo de 1869 y del 8 de mayo al 30 de julio de 1876, Diputado al Congreso Constitucional de 1872 a 1876 y de 1882 a 1884 y miembro del Consejo de Instrucción Pública.
También desempeñó el cargo de Notario Mayor de la Curia Eclesiástica de Costa Rica de 1873 a 1876 y de 1879 a 1885.
Murió en San José, Costa Rica, el 19 de noviembre de 1885.